# Узкий зеленоволосый акмеопс
Узкий зеленоволосый акмеопс (лат. Acmaeops angusticollis) — жук из семейства усачей и подсемейства усачики.

## Описание
Жук длиной от 5 до 11 мм. Время лёта взрослого жука — с июня по апрель, в Польше — почти только в июне.

## Распространение
Распространён от Польши на запад до Сербии, Северный Китай, Северная Корея и восточная часть Сахалина.

## Экология и местообитания
Жизненный цикл вида длится два года. Кормовые растения — хвойные деревья родов сосна (Pinus), ель (Picea).